# 山口剛 (プロデューサー)
山口 剛（やまぐち つよし、1937年8月13日 - 2024年11月11日）は、日本のテレビプロデューサー。
金沢市生まれ、満洲を経て愛媛県出身。東京都立杉並高等学校、早稲田大学第一文学部英文科卒業。

## 略歴・人物
父が内務省勤務の国家公務員という家庭に生まれる。中学進学後以降、東京在住。この頃から映画に興味を持ち、ランドルフ・スコット、チャールズ・W・エリオット、ジョエル・マクリーらが主演の西部劇、ジェームズ・キャグニー、ジャン・ギャバンらが主演のギャング映画などを愛好する。高校進学後は、海外ミステリ、ハードボイルドといった小説を好み、アート・ブレイキー&ジャズ・メッセンジャーズなどのジャズに傾倒するようになった。なお、ジャズ評論家の寺島靖国は高校時代の同級生。フジテレビジョン相談役の日枝久も高校の同級生の一人だった
大学入学後、仁賀克雄・小鷹信光らとともにワセダミステリクラブの創設に関わり、卒業後の1961年に日本テレビ放送網入社、当初から志望していた映画部に配属。勤務の傍ら石上三登志らとともに『推理小説研究会』などの同人活動に関わる。本業では外画やディズニー作品などの録音ディレクター、松竹テレビ部担当などを経て、小坂敬の下で製作補やアシスタントプロデューサーを務めた後、1972年、ドラマ『火曜日の女シリーズ』で一本立ち。1976年にスタートした『大都会』シリーズ以降は火曜夜9時のドラマ枠をほぼ一貫して手掛け、海外ミステリマニアとしての素養とミステリクラブ時代の人脈をフルに活かし、『探偵物語』『大激闘マッドポリス'80』『プロハンター』などの娯楽アクションを多数送り出した。同枠のスタッフ選定の際は「自分が映画を観た上で面白いと思った人を選ぶ」という手法をとっていた。廃枠以降は『火曜サスペンス劇場』や『水曜グランドロマン』などの立ち上げに参加する一方、1983年の文芸大作『波の盆』は、文化庁芸術祭大賞やATP賞など各賞を総舐めにした。
1992年、出版部門に異動し、主に映画や音楽関連書籍の編集に携わる。1998年に日テレを定年退職後、フリー。
ワセダミステリクラブ出身ということでミステリ研究家という一面も持ち、2000年刊行の『海外ミステリー事典』（権田萬治監修、新潮選書）にはワセダミステリクラブ以来の旧友である仁賀克雄とともに執筆者として参加。ミッキー・スピレインをめぐっては「彼に対する初期の酷評の多くは、作品に即したものではなく、今日みると的を射たものは少なく、現在では逆に評価は高まっている」と公平な視点を打ち出している。
2024年11月11日、東京都内の自宅で死去。87歳没。

## 主な作品

### 輸入番組
- ディズニーランド - 吹替演出
- ミッキーマウス・クラブ - 吹替演出

### テレビドラマ
- 火曜日の女シリーズ
  - 喪服の訪問者（1971年）
  - 黒いオパール（1972年）
  - 山峡の章（1972年）
- 土曜日の女シリーズ
- 太陽にほえろ!（1974年-1975年）
- 大都会シリーズ
- 大追跡
- 探偵物語
- 大激闘マッドポリス'80
- プロハンター
- 火曜サスペンス劇場
  - ハムレットは行方不明（1981年）
  - 乱れからくり（1982年）
  - 可愛い悪魔（1982年）
  - 孤独な狩人（1982年）
  - 狙われた美人キャスター（1983年）
  - 女子高校生への鎮魂曲（1983年）
  - 恐怖（1983年）
  - モナ・リザの身代金（1983年）
  - 麗猫伝説（1983年）
  - 嫉妬（1983年）
  - 二人の女（1983年）
  - 愛の牢獄（1984年）
  - 喪服の妻たち（1986年）
  - 見知らぬ夫（1986年）
  - 誰かが見ている（1986年）
  - 死ぬ前にすべき二、三の事柄（1988年）
  - 過去からの声（1988年）
- 西武スペシャル 波の盆
- 気分は名探偵
- 水曜グランドロマン
  - バラ（1988年）
  - 男友達（1989年）
  - 法王庁の避妊法（1989年）
  - 予期せぬ出来事（1989年）
  - 九時まで待って（1989年）
  - 弟よ！（1990年）
  - それでも僕は母になりたい（1990年）
  - 小春日和（1990年）
  - 離婚・恐婚・連婚（1990年）
  - いつか、サレジオ教会で（1991年）
  - 死刑囚からの恋うた（1991年）
  - 別れてのちの恋歌（1991年）
- 土曜グランド劇場スペシャル 夢みるくらい、いいじゃない（1992年）
- 予言ドキュメンタリードラマ M8.5直下型東京大地震（1992年）
- 西部警察 SPECIAL（2004年、テレビ朝日系）

### 劇場映画
- 俺っちのウエディング（セントラル・アーツ = 日本テレビ提携作品 / 松竹配給）
- 狂覗（製作総指揮）（監督：藤井秀剛）（製作／配給POP）2017年公開作品